# Villers-Vaudey
Villers-Vaudey é uma comuna francesa na região administrativa de Borgonha-Franco-Condado, no departamento de Alto Sona. Estende-se por uma área de 5,55 km². Em 2010 a comuna tinha 61 habitantes (densidade: 11 hab./km²).